# Rhysipolis longulus
Rhysipolis longulus är en stekelart som beskrevs av Papp 1996. Rhysipolis longulus ingår i släktet Rhysipolis och familjen bracksteklar. Inga underarter finns listade i Catalogue of Life.